# Oleg I av Tjernigov

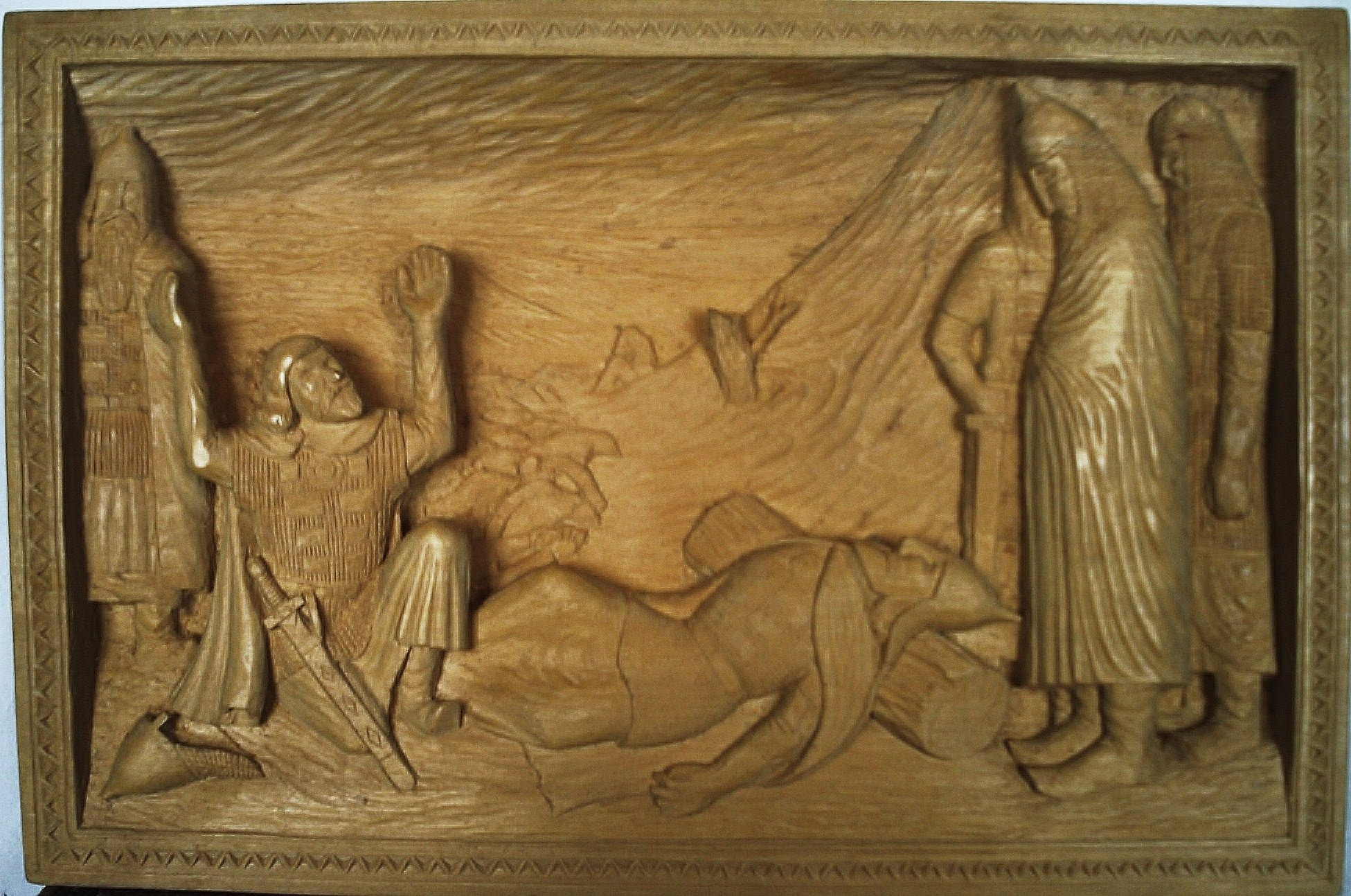
Oleg I av Tjernigov

Oleg I av Tjernigiv, Oleg Svjatoslavitj, född ca 1053, död 1 augusti 1115, furste (knjaz) av Tjernigov och furste av Novgorod-Severskij. Han var även furste av Rostov och Lutsk.  

## Biografi
Oleg var son till storfurst Svjatoslav II av Kiev och Cecilia och sonson till storfurst Jaroslav I "den vise" av Kiev. Olegs bror Davyd Svjatoslavitj regerade också i Tjernigov, 1097–1123. 
Omkring 1077 dog Olegs far Svjatoslav och efterträddes av sin bror Vsevolod I av Kiev. Vsevolod och Oleg kunde inte komma överens och Oleg tog sin tillflykt i Tmutorokan och skaffade sig allianser med Vsevolods fiender och brodern Davyd. Han tog med hjälptrupper till sitt ärvda Tjernigov och anföll Vsevolod, men förlorade slaget 3 oktober 1078 och tvangs ta till flykten, åter i Tmutorokan. Vladimir II Monomach (1053–1125), son till Vsevolod blev av sin far utnämnd till furste av Tjernigov 1078. Oleg fängslades av khazarerna och sändes till Konstantinopel, som stod i förbund med Vsevolod. I exil på Rhodos gifte han sig med adelsdamen Feofania Muzalon och fick flera barn. Så småningom kunde Oleg återvända till Tmutorokan och 1094 erövrade han Tjernigov, som han regerade till 1097. Olegs fejd mot hans kusiner Vladimir II Monomach och Svjatopolk II av Kiev varade i sekler och fick många följdverkningar, där släktingar dödade varandra. Olegs söner fördrevs från Kiev. 
1096 erövrade Oleg Severien som hade stått under khazarernas välde och 1139 blev furstendömet Novgorod-Severskij (Novgorod i Severien, inte att förväxla med Novgorod resp. Nizjnij Novgorod huvudstad i Vladimir-Suzdal). 

## Familj
Oleg blev stamfader till den olgovitjiska grenen av rurikdynastin, i fejd med övriga. De regerade i Tjernigov i Severien, Kievrikets andra stad, tills det erövrades av Storfurstendömet Litauen ca 1401 och sedan Moskvariket och blev uppdelat. Olegs ätt kan dock ha dött ut under 1300-talet.
Oleg var gift två gånger, med Feofania av den bysantinska ätten Muzalon, och med en dotter till Osaluka-Khan.
- Vsevolod II Olgovitj (1104–1146), var furste av Tjernigov 1126–1139, och storfurste av Kiev 1139–1146. Vissa uppgifter anger även furste av Novgorod-Siverskjj. Dennes son Svjatoslav III av Kiev var också storfurste av Kiev från 1177.
- Igor II av Kiev, död 1147, storfurste av Kiev 1146–1147
- Maria
- Gleb
- Svjatoslav Olgovitj, död 1164, furste av Novgorod-Severskij 1136–1141, Belgorod Kievskij 1141–1154 och Tjernigov 1154–1164. Han var far till den berömde Igor Svjatoslavitj (1151–ca 1202).